# Selbstabtreibung
Unter einer Selbstabtreibung (seltener: Eigenabtreibung) versteht man einen Schwangerschaftsabbruch oder eine Fehlgeburt, die von einer Schwangeren aus einer Notlage heraus ohne Beistand medizinischer Fachkräfte selbst bei sich durch- bzw. herbeigeführt wird. Da die betroffenen Frauen meist über keine einschlägige medizinische Bildung verfügen, sind Selbstabtreibungen hochgradig gefährlich und bergen – wie alle unprofessionell durchgeführten Schwangerschaftsabbrüche – ein erhebliches Risiko, dass infolge des Eingriffs nicht nur der Embryo bzw. Fötus, sondern auch die Frau qualvoll stirbt. Führende Todesursachen sind Verbluten, Bauchfellentzündungen und Vergiftung. Besonders bei fortgeschrittener Schwangerschaft droht, wenn eine Fehlgeburt tatsächlich zustande kommt, Verbluten durch einen Abriss der Plazenta.
Selbstabtreibungen kommen am häufigsten in Personengruppen vor, die zu Methoden der Empfängnisverhütung und zu legalen Schwangerschaftsabbrüchen kaum Zugang haben. Befürworter der Legalisierung von Schwangerschaftsabbrüchen verweisen in ihrer Argumentation immer wieder auf die Schicksale von Frauen, die bei Selbstabtreibungen ums Leben gekommen sind. Traurige Berühmtheit hat unter anderem ein 1973 veröffentlichtes Pressefoto erlangt, auf dem die nach einem Selbstabtreibungsversuch verblutete Amerikanerin Gerri Santoro zu sehen ist.
Selbstabtreibungen sind in vielen Ländern illegal und strafbar.

## Begriffsabgrenzung
Schwangerschaftsabbrüche, bei denen die „Abtreibungspille“ mit dem Wirkstoff Mifepriston zum Einsatz kommt, werden von einem Gynäkologen begleitet, sodass man hier in der Fachliteratur nicht von „Selbstabtreibung“ spricht, auch wenn die Frau den Schwangerschaftsabbruch durch Einnahme der Pille selbst auslöst.
Die Einnahme der „Pille danach“ ist keine Methode der Selbstabtreibung, sondern der Empfängnisverhütung, auch wenn sie nicht als dauerhafte Verhütungsmethode angewendet werden sollte. Aus diesem Grund spricht man bei der „Pille danach“ auch oft von „Notfallverhütung“. Dieses Medikament verhindert, ähnlich wie die Anti-Baby-Pille, den Follikelsprung und damit die Empfangsbereitschaft, falls der Zeitpunkt der Einnahme noch vor dem Eisprung liegt.

## Methoden und Risiken
Weltweit ist eine Vielzahl von Maßnahmen überliefert, mit denen Fehlgeburten angeblich gezielt herbeigeführt werden können:

### Heben und Anstrengung
Weithin verbreitet ist der Glaube, dass eine Fehlgeburt durch das Heben schwerer Gewichte ausgelöst werden könne. Hintergrund dieses volkstümlichen Glaubens ist die Beobachtung, dass das alltägliche Heben schwerer Lasten, das auch in Schwangerschaft und Wochenbettszeit nicht ausgesetzt wird, einen Uterusprolaps begünstigt, der dann allerdings erst rund um die Menopause eintritt. In einer schwedischen Studie wurde 1990 aufgewiesen, dass das Heben schwerer Lasten unter bestimmten Umständen Frühgeburten begünstigen kann, aber kaum zu Fehl- oder Totgeburten führt.
Zu den Maßnahmen, denen nachgesagt wird, dass sie eine Fehlgeburt auslösen können, zählen auch körperliche Kraftanstrengungen. Eine amerikanische Studie aus den 1980er Jahren hat gezeigt, dass ein solcher Zusammenhang höchstens bei Frauen besteht, die in der Vergangenheit bereits Fehlgeburten erlitten haben.

### Abortiva und Selbstvergiftung durch orale Einnahme von Substanzen

#### Chemisch

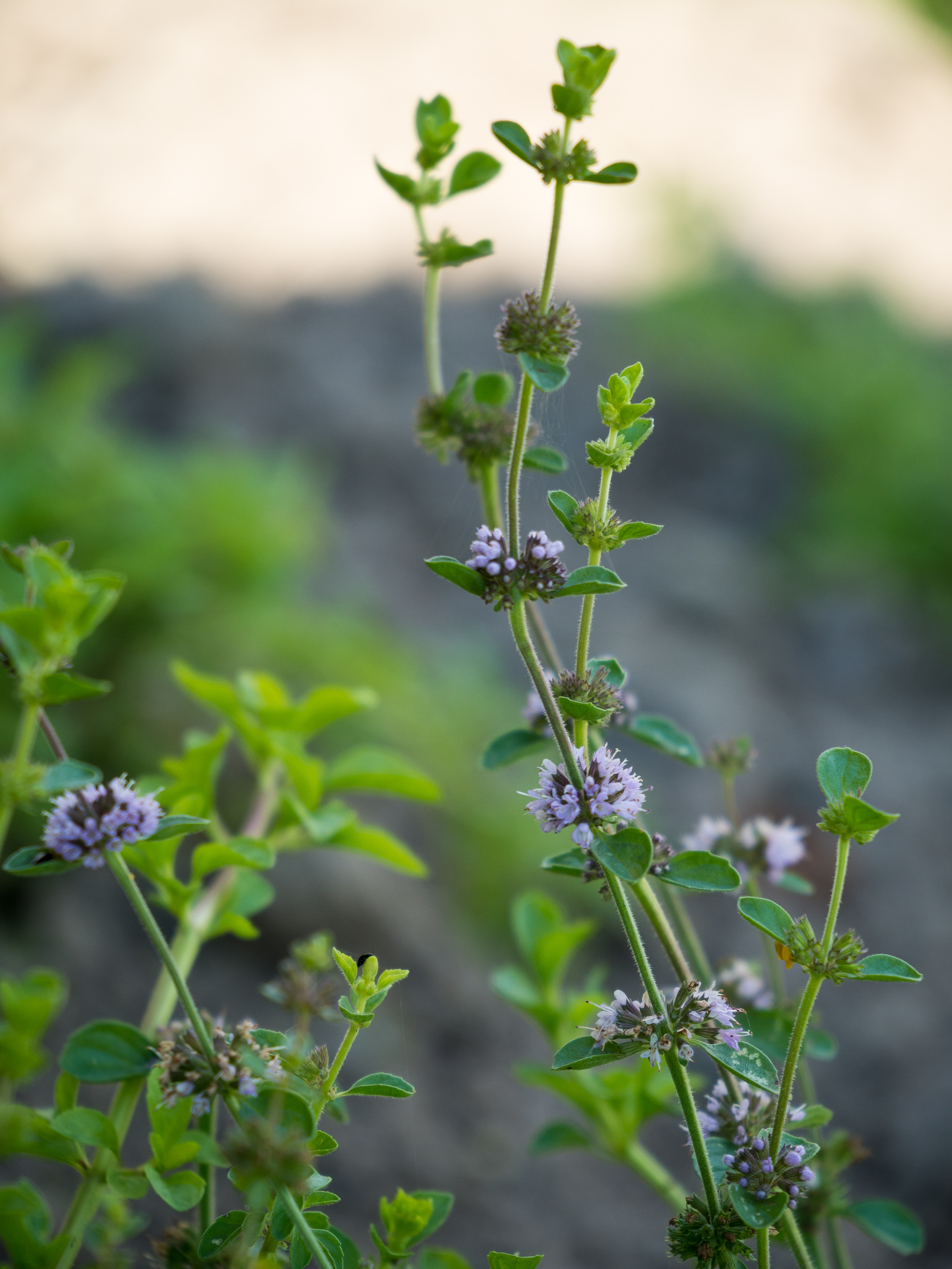
Das giftige Öl der Polei-Minze zählt zu den Substanzen, denen eine abtreibende Wirkung nachgesagt wird.

Es ist kein Arzneimittel bekannt, das allein verabreicht mit Sicherheit eine Fehlgeburt auslöst. Selbst Mifepriston entfaltet seine abtreibende Wirksamkeit nur, wenn es in Verbindung mit einem Prostaglandin eingesetzt wird. Im deutschsprachigen Raum (Ausnahme Liechtenstein) und in vielen anderen Ländern können Frauen zum Arzt gehen, um Zugang zu diesen Medikamenten zu erhalten.
Volkstümlich wird dennoch vielen Substanzen („Abortiva“) eine abtreibende Wirkung nachgesagt. Weil der Fötus in den ersten Monaten der Schwangerschaft noch wie auf einem Wasserpolster schwimmt und die Cervix fest geschlossen ist, führen diese jedoch auch dann nicht zu einer Fehlgeburt, wenn die Substanz Muskelkontraktionen des Uterus auslösen kann.
Bei den sogenannten Abortiva werden folgende Wirkungsweisen unterschieden:
- Uterotonics: Arzneien, die Uteruskontraktionen stimulieren. Das einzige tatsächlich machtvolle Uterotonic – Mutterkorn – übt seine Wirkung auf die Uterusmuskulatur erst aus, wenn die natürlichen Wehen bereits begonnen haben. Wird die Substanz hochdosiert zu Abtreibungszwecken eingesetzt, führt sie lediglich zu einer Vergiftung der Frau. Abtreibungen mit einer Kombination aus Chinin und Rizinusöl sind wiederholt versucht worden, bringen jedoch nicht das gewünschte Ergebnis.[4] In Lafayette, Indiana entging in den 1990er Jahren eine 19-Jährige nur knapp dem Vergiftungstod, nachdem sie, um ihre Schwangerschaft zu beenden, Chinin eingenommen hatte.[13] Tierversuche mit Mäusen, Ratten und Meerschweinchen geben Anlass zur Vermutung, dass die orale Einnahme von Extrakten aus der Wurzel des Hennastrauches auch beim Menschen Fehlgeburten auslösen kann; direkte Nachweise für diese Annahme fehlen jedoch.[14] Handelsübliche Hennaprodukte für die kosmetische Verwendung sind auch keineswegs aus der Wurzel der Pflanze, sondern aus ihren Blättern gewonnen. Weitaus schwächer ist die Wirkung der Samen der Wilden Möhre (Daucus carota), die schon in der europäischen Antike als Abortivum galt und noch heute in Indien bei Selbstabtreibungsversuchen verwendet wird.[15][16][17]
- Emmenagoga: Arzneien, die den Menstruationsfluss stimulieren. Insbesondere ätherische Öle werden für diesen Zweck immer wieder verwendet. Ebenso wie die meisten Uterotonics sind auch diese Öle hochgiftig.[4] 1978 starb in Denver eine 18-Jährige, nachdem sie Öl der Polei-Minze bei einem Selbstabtreibungsversuch eingenommen hatte.[18]
- Auch sehr starke Abführmittel wie Rizinusöl, Koloquinte, Crotonöl und Aloesaft können leichte Uteruskontraktionen hervorbringen und werden darum von manchen Frauen ebenfalls mit Abtreibungsabsicht verwendet, bringen die erwünschte Wirkung jedoch in keinem Fall hervor.[4]
- In vielen Fällen werden auch andere reizende oder gesundheitsschädliche Mittel eingenommen, die in keine der bis hierhin genannten Gruppen fallen, wie Arsen-, Quecksilber- oder Kupferverbindungen, Säuren, Basen, Vitamin C[19], Pfeffer, unreife Ananas oder Papaya. Diese haben in vielen Fällen den Tod der Frau zur Folge, können aber ebenfalls keine Fehlgeburt auslösen.[4]

#### Biologisch
Khohkhar und Gulati, die im Jahre 2000 Frauenschicksale im Slum von Delhi studiert haben, berichten, dass viele dieser Frauen, um Schwangerschaften abzubrechen, Knochenmark von Schafen essen. Der Verzehr von rohem oder nicht ausreichend erhitztem Knochenmark kann zur Übertragung von Brucellose führen, die bei 43 % der Frauen, die innerhalb der ersten beiden Schwangerschaftstrimester tatsächlich erkranken, eine Fehlgeburt zur Folge hat. Die meisten Brucellosen verlaufen ohne weitere Krankheitssymptome, mindestens 10 % der Infizierten erkranken jedoch mehr oder weniger schwer, vereinzelt mit gravierenden Komplikationen.

### Einbringen von Substanzen an die Portio
Manche Frauen probieren Vaginalduschen mit gesundheitsschädlichen Substanzen. Diese führen nur selten ein Ende der Schwangerschaft herbei, verursachen aber regelmäßig schwere Verätzungen, Geschwüre oder ähnliches. In Boston starb 1949 eine Frau beim Versuch, ihre Schwangerschaft mit Kaliumpermanganat zu beenden. Manche Frauen glauben, abtreiben zu können, indem sie Kaliumpermanganat in die Cervix oder ins Scheidengewölbe einbringen; die Chemikalie führt dort lokal zur Bildung von Geschwüren und zu starken Blutungen, aber keineswegs zu einer Fehlgeburt. In Maryland starb 1953 eine 31-Jährige an einer Infektion, die sie sich durch eine Vaginaldusche mit aufgelöstem Senfpulver zugezogen hatte. Andere Frauen haben, um abzutreiben, Versuche mit Seifenlauge, Waschmittel, Bleichmittel, Natronlauge, Haushaltsreiniger, Desinfektionsmittel, Rohrreiniger, Terpentin, Essig oder Orangensaft unternommen, wobei Hausmittel für die Empfängnisverhütung häufig irrtümlich für geeignete Abtreibungsmittel gehalten werden.

### Trauma oder Läsion durch die Bauchdecke
Wieder andere Frauen versuchen, eine Fehlgeburt durch Unterleibsmassagen auszulösen. Eine Studie an der University of Port Harcourt in Nigeria hat gezeigt, dass Unterleibsmassagen bei Schwangeren oftmals nicht nur zu Fehl-, Früh- und Totgeburten, sondern auch zu Verletzungen der Genitalien (7,14 %) und des Uterus der Frau (9,52 %) oder zu ihrem Tod führen, letzteres entweder bereits in der Schwangerschaft (4,76 %) oder perinatal (14,29 %). Wie Studien über die Folgen häuslicher Gewalt zeigen, haben Schläge, Tritte oder Stiche in den Unterleib einer Schwangeren sowie absichtsvolle Stürze auf den Bauch ähnlich gefährliche Folgen; um die Blutungen zu stoppen, kann eine Hysterektomie notwendig werden.

### Läsion durch die Cervix

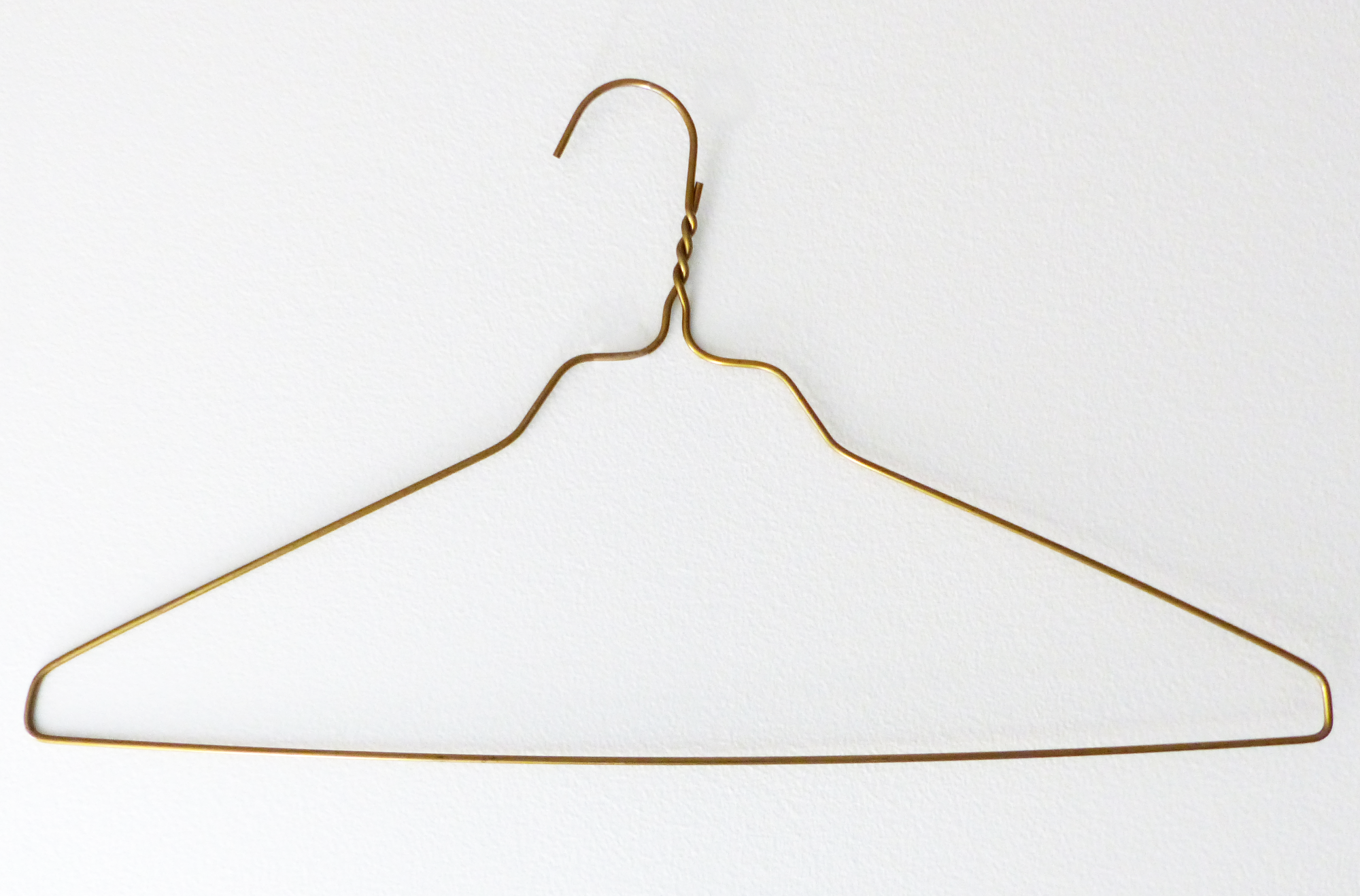
In den Vereinigten Staaten gelten, wegen ihrer leichten Verfügbarkeit, billige Kleiderbügel aus Draht als das klassische Ausgangsmaterial für improvisiertes Abtreibungswerkzeug. Aus diesem Grund werden sie von Pro-Choice-Gruppen häufig gezielt in den Fokus der öffentlichen Aufmerksamkeit gerückt.

Das Einführen scharfer Objekte (wie Stricknadeln, Nadeln oder starkem Draht) durch Vagina und Cervix in den Uterus, mit der Absicht, die Fruchtblase zu öffnen, ist ohne Spekulum schwer durchzuführen und setzt meist die Hilfe einer zweiten Person voraus, gilt aber dennoch als eine klassische Methode der Selbstabtreibung. Auf die Blasenöffnung folgen meist innerhalb weniger Tage Wehen und eine Fehl- bzw. Frühgeburt. In Einzelfällen kommt es auch vor, dass der Abfluss von Fruchtwasser stoppt und die Öffnung der Fruchtblase ohne Folgen bleibt. Mit der Öffnung der Fruchtblase entsteht sowohl für das Kind als auch für die Frau ein erhebliches Infektionsrisiko. Weiterhin wird beim Versuch, die Fruchtblase aufzustechen, häufig versehentlich die Uterusmuskulatur durchstoßen und die angrenzenden Bauchorgane werden verletzt. Häufige Folgen sind innere Blutungen, Infektionen, Bauchfellentzündungen und Sepsis, gelegentlich mit Todesfolge.
Manche Frauen versuchen in Anlehnung an eine Praxis der Engelmacher, die Fruchtblase zu sprengen, indem sie mit Klistierspritzen oder Kathetern unter Druck Flüssigkeiten in den Uterus pumpen. In Pittsburgh verstarb 1958 eine 18-Jährige an Sepsis und Lungenentzündung, nachdem sie eine Selbstabtreibung mit einem Katheter unternommen hatte. Zu den weiteren Risiken dieses Vorgehens zählen ein reflexartiger Kreislaufstillstand (reflex cardiac inhibition) mit Todesfolge, der in vereinzelten Fällen bereits bei einer bloßen Berührung der Cervix beobachtet wurde, besonders aber, wenn mit Hilfe von Instrumenten Flüssigkeiten in den Uterus eingespritzt wurden. Daneben kann das Einspritzen von Flüssigkeiten verschiedene Typen von Embolien nach sich ziehen.
In der professionellen Medizin werden bei Abtreibungen Prostaglandine verwendet, um die Cervix zu öffnen; manchmal auch Laminariastäbchen. Zu demselben Zweck haben sich schon im europäischen Mittelalter abtreibungswillige Frauen Zweige der Rot-Ulme in die Cervix gesteckt. Noch 1918 starb in Pittsburgh eine 24-Jährige infolge einer Infektion, die sie sich durch den Abtreibungsversuch mit einem Rot-Ulmen-Zweig zugezogen hatte.

## Verschiedene feministische und Pro-Choice-Ansätze
In den Vereinigten Staaten bewarb in den frühen 1970er Jahren eine Gruppe von Feministinnen um Lorraine Rothman den Eigenbau einer einfachen Apparatur („Del Em“), mit der Frauen in den ersten Wochen einer Schwangerschaft unter Verwendung eines Spekulums eine – als alternative Methode der Monatshygiene kaschierte – Aspiration sollten durchführen können. Anders als bei einer professionellen Anwendung dieser Methode muss bei der menstrual extraction auf Lokalanästhesie und medikamentöse Öffnung der sehr schmerzempfindlichen Cervix freilich verzichtet werden, und Rothman und ihre Mitkämpferinnen fanden kaum Resonanz. Allerdings haben in den USA später auch einige der Alternativmedizin nahestehende Feministinnen für Selbstabtreibung geworben und dabei neben der menstrual extraction auch Abortiva und „Methoden“ wie Homöopathie, Akupunktur, Yoga, Unterleibsmassage, Unterkühlung und Autosuggestion empfohlen.
In jüngerer Zeit sind Organisationen entstanden, deren Anliegen es ist, vor allem Frauen in Ländern, in denen Schwangerschaftsabbrüche illegal sind, Möglichkeiten zu risikoarmen Selbstabtreibungen zu verschaffen, darunter Women on Web und Women on Waves. Eine Studie, die die letztgenannte Organisation 2008 durchgeführt hat, zeigt, dass Frauen, die mit Mifepriston und dem Prostaglandin Misoprostol ohne ärztliche Betreuung abgetrieben haben, in 13,6 % der Fälle aufgrund schwerer Blutungen oder, weil die Fehlgeburt unvollständig war, anschließend eine Saugkürettage haben in Anspruch nehmen müssen.

## Rechtliche Situation und Rechtsfälle

### Deutschland
In Deutschland werden Schwangere, die eine Selbstabtreibung durchführen, nach § 218 StGB-D mit Freiheitsstrafe bis zu einem Jahr oder mit Geldstrafe bestraft (auch bei Begehung im Ausland durch deutsche Schwangere ist gemäß § 5 Nr. 9 StGB für deutsche Gerichte deutsches Strafrecht anwendbar). Von § 218a StGB, der vielen Schwangeren Straffreiheit verschafft, können Schwangere, die ohne Hilfe abtreiben, grundsätzlich nicht profitieren, weil der Schwangerschaftsabbruch in ihrem Falle nicht von einem Arzt vorgenommen wurde; allerdings kann das Gericht von Strafe absehen, wenn sich die Schwangere zur Zeit des Eingriffs in besonderer Bedrängnis befunden hat (§ 218a Absatz 4 Satz 2 StGB). Der Versuch einer Selbstabtreibung bleibt straffrei (§ 218 Absatz 4 Satz 2 StGB). 
Am 14. November 2024 brachten 236 Abgeordnete, darunter Bundeskanzler Olaf Scholz, einen von Carmen Wegge und Ulle Schauws initiierten Entwurf in den Bundestag ein, der unter anderem forderte, dass die Schwangere bei Schwangerschaftsabbruch zu jedem Zeitpunkt vor Beginn der Geburt stets straffrei bleiben soll (also auch bei Selbstabtreibung; § 14 Absatz 4 SchKG-Entwurf); über diesen Entwurf wurde am 5. Dezember 2024 im Bundestag erstmals debattiert; nach der Bundestagswahl 2025 fiel der Entwurf der Diskontinuität anheim.

### Österreich und Liechtenstein
In Österreich sieht § 96 Abs. 3 StGB-Ö für Frauen, die eine Selbstabtreibung vornehmen, eine Freiheitsstrafe bis zu einem Jahr oder Geldstrafe vor. Auch hier entfällt Straffreiheit nach § 97, weil kein Arzt den Eingriff durchführt (Ausnahme gem. § 97 Ziffer 3 wenn der Schwangerschaftsabbruch zur Rettung der Schwangeren aus einer unmittelbaren, nicht anders abwendbaren Lebensgefahr unter Umständen vorgenommen wird, unter denen ärztliche Hilfe nicht rechtzeitig zu erlangen ist). Die gleichen Regelungen stehen in Liechtenstein in § 96 StGB-LI.

### Schweiz
In der Schweiz-CH ist Selbstabtreibung in den ersten 12 Wochen der Schwangerschaft straffrei; Selbstabtreibungen, die nach Ablauf dieser Frist erfolgen, werden nach Art. 118 Abs. 3 StGB mit Freiheitsstrafe bis zu drei Jahren oder mit Geldstrafe bestraft. Da sie nicht von einem Arzt vorgenommen wurde, entfällt die Möglichkeit von Straflosigkeit bei Selbstabtreibung nach der 12. Schwangerschaftswoche nach Art. 119 Abs. 1.

### Vereinigte Staaten
In den Vereinigten Staaten haben die Bundesstaaten jeweils unterschiedliche Strafgesetze. In Oregon und Vermont existieren derzeit (2020) überhaupt keine Gesetze, durch die Schwangerschaftsabbrüche – Selbstabtreibungen eingeschlossen – unter Strafe gestellt werden. In anderen sind sie nur straffrei, wenn sie in einem Krankenhaus bzw. von einem zugelassenen Arzt ausgeführt werden, in wiederum anderen sind sie seit der Entscheidung Dobbs v. Jackson Women’s Health Organization vom 24. Juni 2022 nur noch in Ausnahmefällen (z. B. Lebensgefahr für die Mutter) erlaubt. In Fällen, in denen Frauen nach versuchter oder vollendeter Selbstabtreibung vor Gericht gekommen sind, haben die Richter bis heute regelmäßig zu der Auslegung gefunden, dass nicht Selbstabtreibungen, sondern Abtreibungen durch Engelmacher bestraft werden sollen:
.

#### Beispiel Indiana
In Indiana sind nach IC 35-42-1-6 alle Schwangerschaftsabbrüche als Fetozid strafbar, die nicht unter IC 16-34 (Abtreibung durch einen Arzt im ersten Trimester) fallen. 2011 wurde in Indiana eine schwangere Frau, nachdem sie Rattengift eingenommen hatte und ihr Kind nach einer Frühgeburt verstorben war, wegen Mordes und versuchten Fetozids angeklagt, später jedoch freigesprochen. Zu einer weiteren Strafsache kam es in Indiana 2016: Eine Frau, die eine Selbstabtreibung mit Hilfe eines Abortivums durchgeführt hatte, wurde in zweiter Instanz freigesprochen, weil das Abtreibungsgesetz dieses Staates nach Auffassung des Gerichtes auf kriminelles Verhalten seitens medizinischen Personals gemünzt sei, nicht auf das von Schwangeren.

#### Beispiel Tennessee
Im Tennessee waren bis Juni 2022 Abtreibungen nach TN Penal Code 39-15-201 straflos, wenn sie im ersten Trimester von einem Arzt durchgeführt wurden (heute gelten strengere Vorschriften).
2015 wurde in Tennessee eine Frau nach versuchter Selbstabtreibung mit Kleiderbügel-Draht wegen versuchten Mordes vor Gericht gestellt. Das Kind kam schwerbehindert zur Welt. Die Klage wurde später fallengelassen.

#### Beispiel Florida
In Florida waren bis April 2024 Abtreibungen nach FL Penal Code 390 nur im dritten Schwangerschaftstrimester strafbar (heute gelten strengere Vorschriften). 1994 schoss sich eine 19-Jährige, die sich zuvor vergeblich um eine legale Abtreibung bemüht hatte, im zweiten Trimester mit einer Pistole selbst in den Bauch und wurde anschließend wegen Totschlags und Mord dritten Grades angeklagt, am Ende aber freigesprochen.

## Alternativen
Im etablierten Gesundheitswesen sind die Saugkürettage oder ein medikamentös eingeleiteter Schwangerschaftsabbruch mit der „Abtreibungspille“ mit dem Wirkstoff Mifepriston Standard. Diese Methoden sind für die Frau sehr risikoarm. Im deutschsprachigen Raum und in vielen anderen Ländern der Westlichen Welt sind Schwangerschaftsabbrüche, die durch einen Arzt vorgenommen werden, nach Beratung legal; die Kosten werden in vielen Fällen von den Krankenversicherungen übernommen. In Deutschland finden Frauen in Not – auch Teenager, und Frauen ohne Einkommen – Hilfe bei verschiedenen Hilfsorganisationen wie Pro Familia, donum vitae oder Diakonie; in Österreich gibt es die ÖGF und in der Schweiz Pro Familia Schweiz. Diese Einrichtungen beraten auch Frauen, die ihren Namen nicht nennen möchten.

## Selbstabtreibung als Thema in Kunst und Kultur
Versuchte und vollendete Selbstabtreibungen sind ein häufiges Thema in der Weltliteratur. Romanbeispiele sind Frederick Philip Groves Settlers of the Marsh (1925), Jean Rhys’ Voyage in the Dark (1934), Rachel de Queiroz’ Die drei Marias (1939), John Steinbecks Jenseits von Eden (1952), Richard Yates’ Zeiten des Aufruhrs (1961), Tillie Olsens Yonnondio: From the Thirties (1974) und im Jugendbuchbereich in jüngerer Zeit Berlie Dohertys Dear Nobody (1991) und Jo Knowles’ Jumping of Swings (2011). Friedrich Wolf hat Selbstabtreibung in seinem Drama Cyankali (1929) thematisiert.
Auch in Spielfilmen kommt das Thema vor, etwa in Todsünde (USA 1945) und in Glut unter der Asche (USA 1957).